# 神奈川齿科大学短期大学部
神奈川齿科大学短期大学部（日语：／ Kanagawa Shika Daigaku Tanki Daigakubu *）是一所位于日本神奈川县横须贺市的私立短期大学。前身是湘南短期大学（日语：／ Shōnan Tanki Daigaku *）。

## 概要

### 简介
- 学校最早可以追溯到1910年[1][2]。短期大学为于1952年开办[2]、由学校法人神奈川齿科大学经营、为男女同校从2002年。「爱的精神」为学园训[3]。

### 历史
- 1952年 日本女子卫生短期大学成立并同时设置一个学科即保健学科[2]。
- 1953年 业余课程牙科卫生专修成立（但招生到1987年、停办于1988年）[2]。
- 1963年 校园迁址从东京都大田区至神奈川县横须贺市[2]。
- 1987年 保健科改编为牙科卫生学科（入学生的修业年限变更从二年到三年于2006年）[2]。
- 1989年 改校名为湘南短期大学。两个学科成立、以下列举[2]。
  - 日文学科（改编为人类传播学科[注 1]于2002年、招生到2009年、停办于2011年）[2]
  - 商经学科（招生到2006年、停办于2008年）[2]
- 2007年 护理学科成立[2]。
- 2013年 改校名为神奈川齿科大学短期大学部。

### 宪章
- 请参看神奈川齿科大学短期大学部的标志 （页面存档备份，存于） （日語） 2014年2月26日阅览。

## 学校环境
- 校区：在神奈川县横须贺市

## 历任校长
- 佐藤贞雄：现在短期大学校长[4]

## 组织

### 学科
- 牙科卫生学科
- 护理学科

### 前学科
| - 人类传播学科 - 商经学科 |

### 专科
| - 没有 |

### 业余课程
| - 牙科卫生专修 |

## 相关链接
- 日本短期大学列表